# Восточный Аккар
Восточный Аккар, Участок 31 — нефтегазовое месторождение в Казахстане. Расположено в Мангистауской области, в 18 км к северо-западу от нефтепромысла Жетыбай. Открыто в ноябре 2010 года. Пробная разработка месторождения началось в ноябре 2010 года. Восточный Аккар является частью месторождение Аккар.
На месторождении или участке 31 эксплуатируется 4-х скважинах (J-50, J-51, J-52 и J-53). Нефть, добываемая во время пробной эксплуатации, в полном объеме реализуется на внутреннем рынке Казахстана. 
Продуктивным возрастом Восточного Аккара является триасовые отложений. Продуктивные отложения находятся на глубине 2900-3300 м.

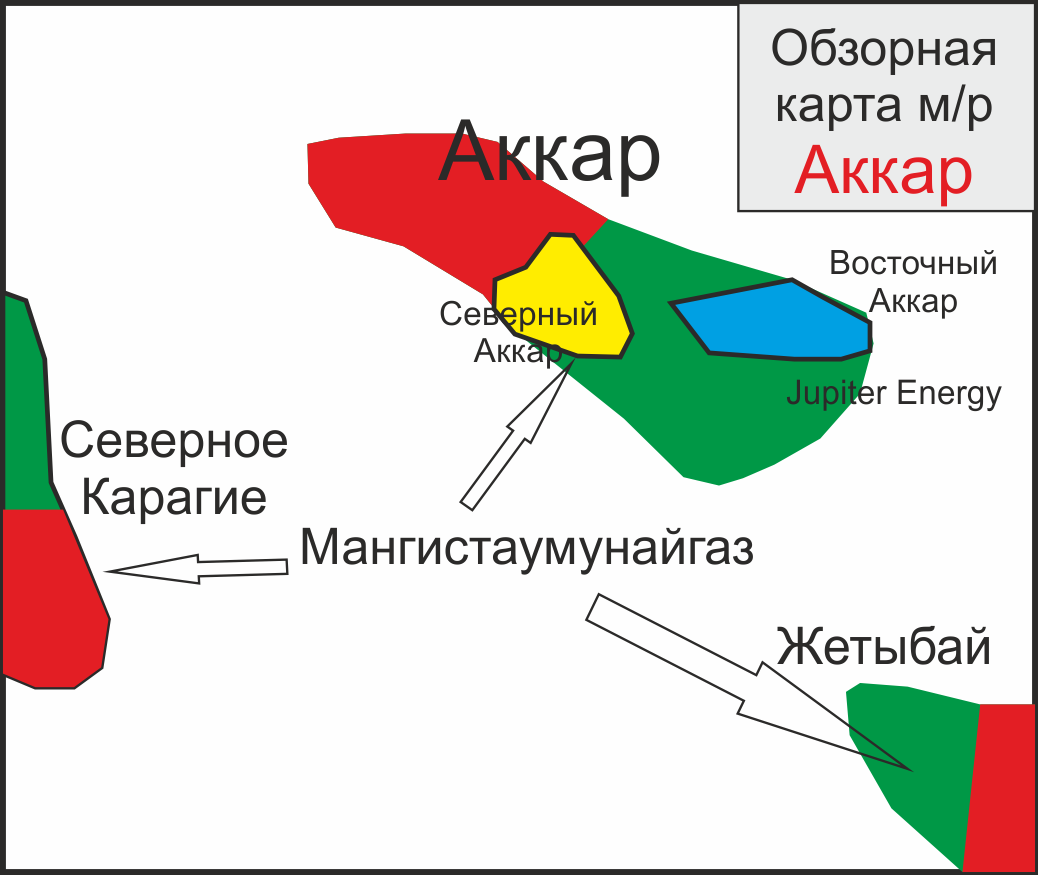

Геологические запасы нефти составляют 5 млн. тонн, а газы - 0,1 млрд. м³.
Разработку  Восточного Аккара ведёт австралийская нефтяная компания Jupiter Energy Limited.